# 珠海市第三中学
22°18′16″N 113°34′21″E / 22.30447°N 113.57263°E
珠海市第三中学，简称珠海三中，位于广东省珠海市香洲区，是珠海市直属的普通高中。

## 沿革
该校创建于1983年，前身为职业高中，1992年被评为省一级职业高中。1993年9月，高初中分离，成为完全中学。1999年被评为珠海市一级学校，2002年被评为广东省一级学校。学校占地面积7.66万平方米。学校设有48个教学班，在校学生约为3400人。
2022年3月左右正在计划施工扩建，目前已经搭建施工厂房。